# Gaston Arbouin
Gaston Arbouin, né le 30 novembre 1849 à Noyers-sur-Serein (Yonne) et mort le 25 février 1907 à Troyes (Aube), est un homme de presse et homme politique français.

## Biographie

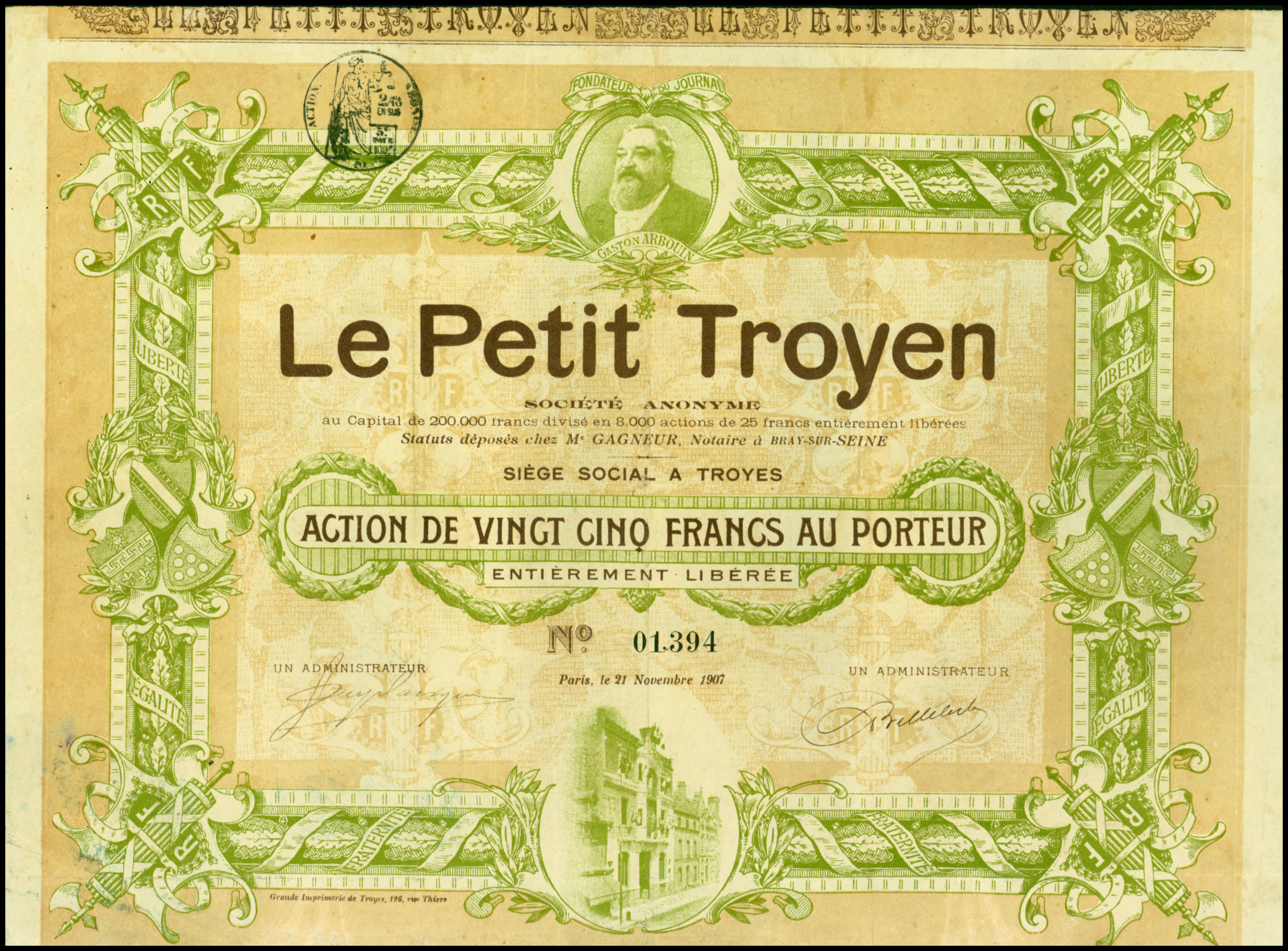
Action du Petit Troyen S.A. en date du 21 novembre 1907, vignette avec Gaston Arbouin

Journaliste, il est directeur et propriétaire du journal Le Petit Troyen, et fonde plusieurs journaux locaux dans les départements voisins. Conseiller municipal de Troyes, conseiller général, il est député de 1900 à 1906, inscrit au groupe radical-socialiste.

## Sources
- « Gaston Arbouin », dans le Dictionnaire des parlementaires français (1889-1940), sous la direction de Jean Jolly, PUF, 1960 [détail de l’édition]